# Thời kì Xanh
Trong sự nghiệp của họa sĩ người Tây Ban Nha Pablo Picasso, thời kì Xanh (tiếng Tây Ban Nha: Periodo Azul) là khoảng thời gian từ năm 1901–1904 khi ông vẽ các tác phẩm của mình bằng hai màu sắc chủ đạo: xanh lam hoặc xanh lá cây-lam. Trong thời kì này, ông rất ít dùng các màu khác để vẽ tranh. Vì màu sắc chủ đạo là màu tối và lạnh nên các tác phẩm của ông trong thời kì này thường rất ảm đạm. Các tác phẩm này lấy cảm hứng ở Tây Ban Nha nhưng lại được vẽ ở Paris. Chủ đề chính của các bức tranh mà ông vẽ vào thời kì này là mại dâm, tội phạm và nạn nghiện rượu.

## Hình ảnh

Madamme Soler, Pablo Picasso
Chân dung Suzanne Bloch, Pablo Picasso, hiện được trưng bày ở Bảo tàng Nghệ thuật São Paulo.